# عزلة الأخماس (إب)
{{وزارة الصحة والسكان اليمنية جهود فردية المجلس المحلي=يوليو 2016}}
عزله الاخماس احدي العزل التابعة لمديره فرع العدين محافظة اب. تعد من أكبر العزل التابعة للمديرية ، واكثرها تعداد للسكان... تشتهر بخصوبة تربتها الزراعية والتي تشتهر بزراعة الحبوب والبن والمنجا والجوافة والعمب والدبا وتنتشر فاكهة الخرمش بكل الأماكن حتى في جنبات الطرق ، والعديد العديد من المحاصيل الزراعية. من أهم القرى التابعة للعزلة قرية الكدره تتميز هذه القرية عن غيرها بوجود السوق الشعبي سوق الخميس ، والوحدة الصحية التي تعالج كل الموطنين من خارج العزلة ومن داخلها ، ، كذلك وجود مدرستين تجمع كل طلاب العزل المجاورة مدرسه خالد بن الواليد للبنين في الكدرة ومدرسة بلقيس للبنات...
من أشهر القبائل في العزلة قبيلة الشكري ويعتبر الشيخ عبدالحي الشكري شيخ القبيلة ككل.
اشتهرت قرية الكدرة برجالها منهم من توفي ومنهم مازال على قيد الحياة
ومنهم:
الشيخ محمد قائد الشكري ( اسد البعادن ) مؤسس مدرسة خالد بن الوليد وأنشئ سد الكدرة وشق طرقاتها وكان من قيادات الجبهة الشعبية وهو جد الدكتور مبارك الشكري.
الشيخ طاهر فازع جد الدكتور منير الشكري وله سيرة طيبة عند الناس 
عبدالقادر علي خالد الشكري سكرتير حزب الاشتراكي اليمني بالمديرية من انبل وأفضل الرجال الذين فقدتهم قرية الكدرة.
الشيخ جلال العراشي انبل الرجال في عراش ومن قيادة حزب المؤتمر الشعبي في المديرية. 
تشتهر الكدرة بتنوعها النباتي والحيواني والتاريخي 
فيها العديد من الأماكن التاريخية والمقابر العملاقة والحصون الاثرية مثل حصن دار شوقب وحصون الكدف.
ويوجد فيها الضباع والنمور والفهود العربية والصقور والثعالب.
للمديرية ككل وللأخماس بشكل خاص دور بارز في مصارعة الوجود العثماني...
هنالك جهود فردية من قبل أبناء المديرية لرفع اسم المديرية عالياً بعدما تجاهلته سلطة الجاه والوساطات في صنعاء خاصة وان المديرية تخفي في اكنافها تأريخ مختفي من سبأ وحمير وحتى مذحج الدولة التي كانت مقرها في مديرية فرع العدين...
‌